# Hyundai i20 WRC

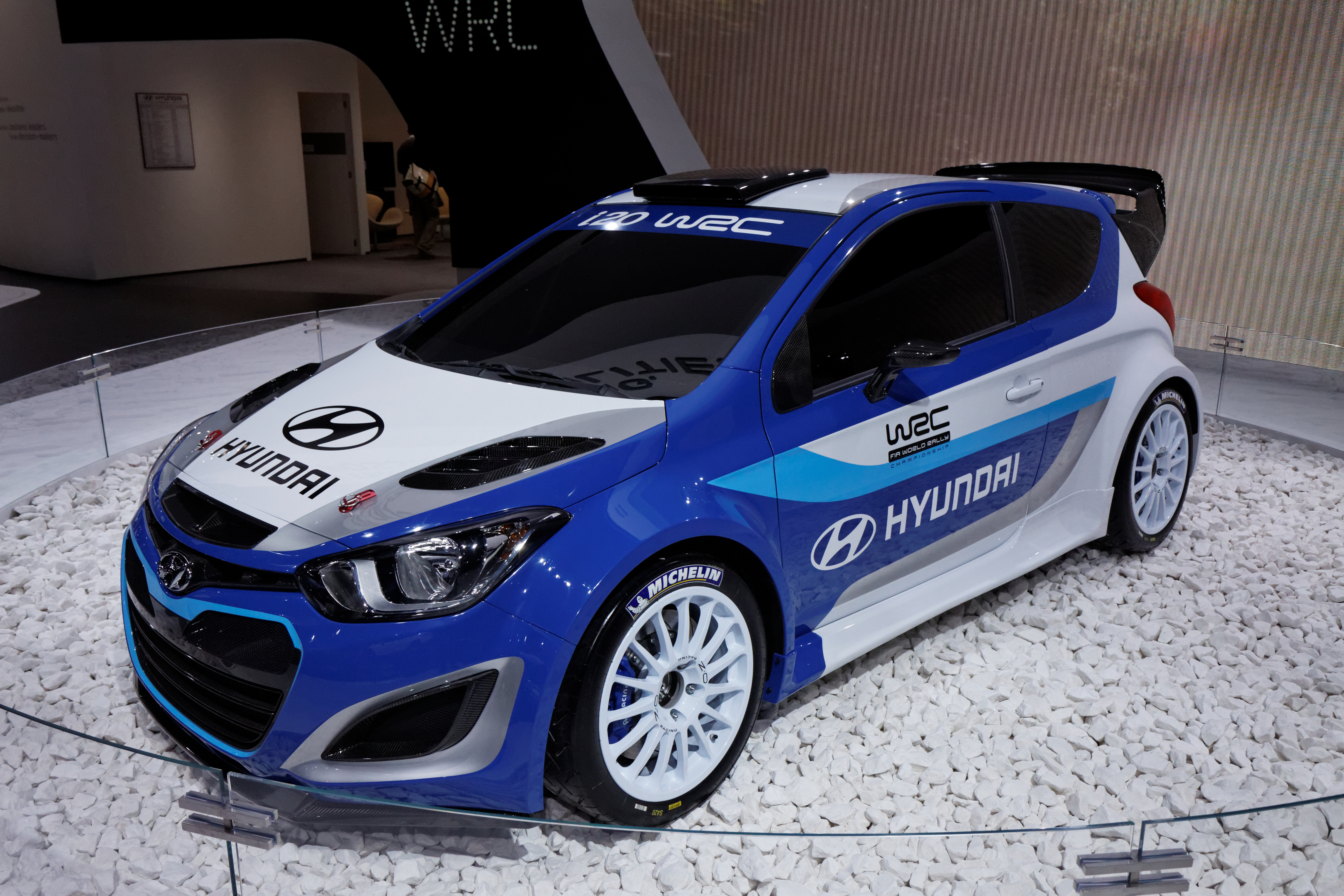
Hyundai i20 WRC zaprezentowany podczas Międzynarodowego Salonu Samochodowego w Paryżu w roku 2012

Hyundai i20 WRC – samochód rajdowy klasy WRC, którego debiut na rajdowych trasach miał miejsce podczas Rajdu Monte Carlo 2014, a po raz pierwszy został zaprezentowany podczas Międzynarodowego Salonu Samochodowego w Paryżu w roku 2012. Model ten jest zbudowany na bazie Hyundaia i20. Obsługą samochodu zajmuje się dział sportowy Hyundaia – Hyundai Motorsport, ze swojej bazy we Frankfurcie.

## Zwycięstwa wWRC
| Sezon | Nr | Rajd                | Nawierzchnia | Kierowca         | Pilot           |
| ----- | -- | ------------------- | ------------ | ---------------- | --------------- |
| 2014  | 1  | Rajd Niemiec 2014   | asfalt       | Thierry Neuville | Nicolas Gilsoul |
| 2016  | 2  | Rajd Argentyny 2016 | szuter       | Hayden Paddon    | John Kennard    |
| 2016  | 3  | Rajd Włoch 2016     | szuter       | Thierry Neuville | Nicolas Gilsoul |

## Dane techniczne[1]
|                                             | Hyundai i20 WRC |
| ------------------------------------------- | --- |
| Silnik                                      | 1.6 Turbo GDI, turbodoładowany z bezpośrednim wtryskiem, zbudowany przez Hyundai Motorsport                                                                             |
| Pojemność skokowa                           | 1600 cm3 |
| Średnica tłoka                              | 84 mm |
| Skok tłoka                                  | 72 mm |
| Moc maksymalna                              | 300 KM (200 KW) / 6000 obr./min. |
| Maksymalny moment obrotowy                  | 400 Nm / 5000 obr./min. |
| Ogranicznik dopływu powietrza (tzw. zwężka) | 33 mm |
| ECU                                         | Magneti Marelli SRG |
| Dyferencjały                                | mechaniczne |
| Sprzęgło                                    | ceramiczno-metalowe dwutarczowe |
| Układ kierowniczy                           | zębatkowy, ze wspomaganiem hydraulicznym |
| Napęd                                       | AWD |
| Skrzynia biegów                             | 6-biegowa sekwencyjna |
| Mechaniczne dyferencjały                    | przedni i tylny |
| Sprzęgło                                    | dwutarczowe, ceramiczno-metaliczne |
| Zawieszenie                                 | kolumna MacPhersona z regulowanymi amortyzatorami |
| Opony                                       | Michelin |
| Koła                                        | 8x18 cali (asfalt) 7x15 cali (szuter i śnieg) |
| Hamulce                                     | tarcze 355 mm wentylowane, 4-tłoczkowe zaciski Brembo chłodzone powietrzem (asfalt) tarcze 300 mm wentylowane, 4-tłoczkowe zaciski Brembo chłodzone powietrzem (szuter) |
| Hamulec ręczny                              | hydrauliczny |
| Długość                                     | 4030 mm |
| Szerokość                                   | 1820 mm |
| Rozstaw osi                                 | 2525 mm |
| Pojemność baku                              | 80 l |
| Masa własna                                 | minimum 1200 kg |